# Joe Mixon
Joe Mixon (* 24. Juli 1996 in Oakley, Kalifornien) ist ein US-amerikanischer American-Football-Spieler auf der Position des Runningbacks. Er spielt für die Houston Texans in der National Football League (NFL). Zuvor stand Mixon sieben Jahre lang bei den Cincinnati Bengals unter Vertrag.

## College

### Oklahoma (2014–2016)
Joe Mixon spielte zwei Jahre lang als Runningback an der University of Oklahoma für die Oklahoma Sooners. An der Universität war er hingegen drei Jahre, aber 2014 wurde er bereits vor dem ersten Spieltag für die ganze Saison von Oklahoma suspendiert.

### College-Statistik
| Jahr                            | Team   | Spiele | Läufe | Yards | Avg. Yards | TD (Lauf) | TD (Passfang) |
| ------------------------------- | ------ | ------ | ----- | ----- | ---------- | --------- | ------------- |
| 2015                            | OU     | 13     | 113   | 753   | 6,7        | 7         | 4             |
| 2016                            | OU     | 12     | 187   | 1.274 | 6,8        | 10        | 5             |
| Gesamt                          | Gesamt | 25     | 300   | 2.027 | 6,8        | 17        | 9             |
| Quelle: College-Statistik Mixon |        |        |       |       |            |           |               |

## NFL

### Draft
Joe Mixon wurde bei dem NFL Draft 2017 in der zweiten Runde an 48. Stelle von den Cincinnati Bengals gedraftet. Damit war er der vierte Runningback, der 2017 gedraftet wurde, lediglich Leonard Fournette, Christian McCaffrey und Dalvin Cook wurden vorher ausgewählt.

### Cincinnati Bengals
Mixon unterschrieb einen Vierjahresvertrag über 5,45 Millionen US-Dollar bei den Bengals. Mixon feierte sein NFL-Debüt am ersten Spieltag der Saison 2017 gegen die Ravens. Ab Woche 9 der Saison 2018 startete Mixon für die Bengals und löste Jeremy Hill ab, der ab Woche 9 wegen einer Verletzung ausfiel. Aber auch vor Woche 9 hatte Mixon mehr Snaps als Hill bekommen. Insgesamt beendete Mixon die Saison mit 626 erlaufenen Yards und 4 Touchdowns. Seinen Durchbruch in der NFL schaffte Mixon in seiner zweiten Saison in der NFL (2018). In 14 Einsätzen während der regulären Saison erlief Mixon 1.168 Yards und 8 Touchdowns für seine Bengals. In der darauffolgenden Saison (2019) konnte Mixon seine Leistungen bestätigen und erlief erneut mehr als 1.000 Yards Raumgewinn. Weiter konnte er 8 Touchdowns für sein Team erzielen, fünf durch den Lauf sowie drei durch Passfänge, wobei Mixon 2019 besonders in der zweiten Saisonhälfte aufblühte. Alle seine fünf Lauftouchdowns erzielte er in Woche 11 oder später und seine vier Spiele mit einem Raumgewinn von über 100 Yards hatte er ab Woche 10 der Saison.
In der Saison 2021 wurde Mixon in den Pro Bowl gewählt, mit den Bengals erreichte er den Super Bowl LVI, wo sie mit 20:23 gegen die LA Rams verloren.

### Houston Texans
Im März 2024 gaben die Bengals Mixon per Trade an die Houston Texans ab. Anschließend unterschrieb Mixon einen neuen Dreijahresvertrag im Wert von 27 Millionen US-Dollar in Houston.

## Probleme mit dem Gesetz
Mixon galt als umstrittener Draftpick. Dies lag nicht an seiner spielerischen Leistung, sondern an einem Vorfall aus dem Jahr 2014. Mixon schlug in seinem ersten Collegejahr einer Studentin ins Gesicht, wurde für die Saison 2014 suspendiert und zusätzlich zu 100 Sozialstunden verurteilt.